# سفر خروج

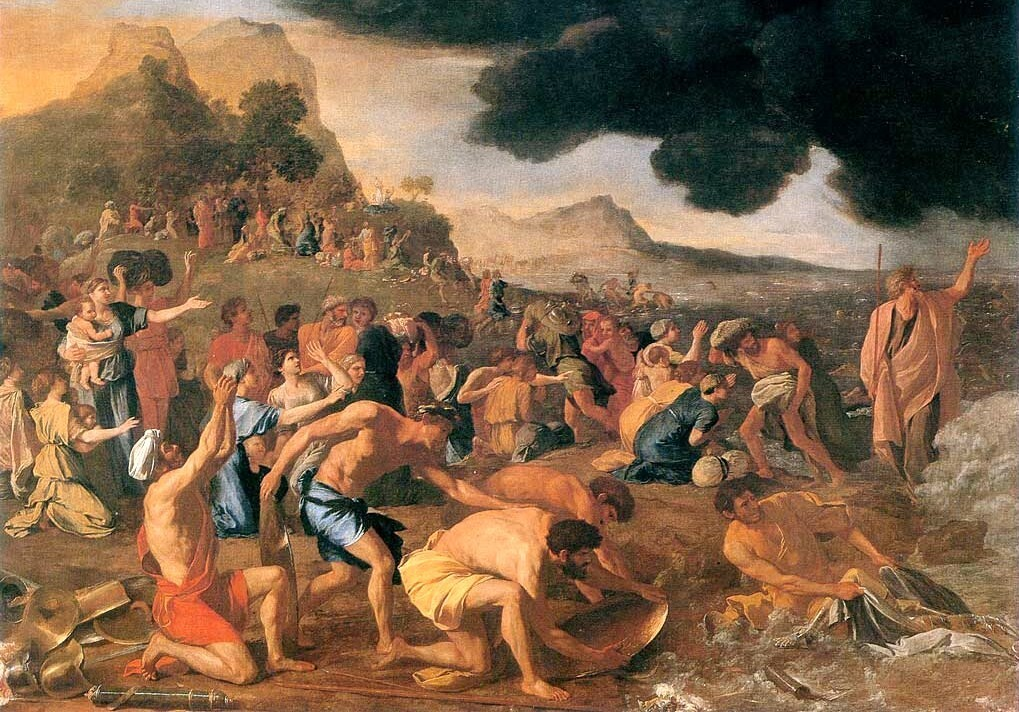
عبور از دریای سرخ، نیکولا پوسن

سِفر خُروج یا شِموت (به عبری: שְׁמוֹת) دومین کتابِ کتاب مقدس است که داستان خروج بنی‌اسرائیل از مصر با هدایت موسی را نقل می‌کند. این کتاب مشتمل بر چهل فصل بوده و با شرح وضعیت قوم اسرائیل در مصر آغاز می‌شود. تعداد آنان در آن سرزمین افزایش یافته است و فرعونی جدید و ستمگر در آنجا حاکم می‌شود که دستور به کشتن تمام نوزادان پسر قوم اسرائیل، می‌دهد. زوجی از لاویان نوزاد پسرشان را با قرار دادن در سبدی، در نی‌زارهای رود نیل رها می‌کنند تا از چشم فرعونیان پنهان بماند. یکی از دختران فرعون آن طفل را می‌یابد و نامش را موسی می‌گذارد و از او همچون پسرش مراقبت می‌کند تا او بزرگ می‌شود. موسی پس از کشتن مأمور بیرحمی که بر اسرائیلیان شلاق می‌زد، از مصر می‌گریزد. سالها سپری شده و خداوند در میان شعله‌های آتشی به او می‌گوید که برای رهایی قوم اسرائیل به مصر بازگردد. موسی برمی‌گردد و خداوند برای نشان دادن قدرتش، بلایایی را بر مصریان نازل می‌کند. سرانجام فرعون پشیمان شده و می‌گذارد تا موسی قومش را از مصر به بیرون ببرد. آنان چهل سالِ دشوار، در بیابانها به سفر خود ادامه می‌دهند و یک عهد را به همراه قوانین دریافت می‌کنند ولی با پرستش یک گوساله زرین، موجب رنجیدن خداوند می‌شوند. موسی از خداوند برای قومش بخشش می‌طلبد که مستجاب می‌شود و آنان پرستش‌گاهی می‌سازند.
همچنین سفر خروج از ده فرمان و سرگردانی قوم یهود در صحرای سینا سخن می‌گوید.

## ساختار
سفر خروج از دو بخش اصلی تشکیل شده است: باب‌های ۱ تا ۱۵ و ۱۶ تا ۴۰؛ بخش نخست دربارهٔ رهایی ملت اسرائیل است و بخش دوم دربارهٔ «وعده الهی». از نظر آلتر اما این دو بخش، باب‌های ۱ تا ۲۰ و نیمه پس از آن که به مسائل حقوقی-قانونی پرداخته می‌شود.

## تحلیل
در سفر خروج، گرچه همان قراردادهای روایی، کلید واژه‌ها و گفتگوهای سفر پیدایش دیده می‌شود اما زاویه نگاه به رویدادها و شخصیت‌ها به شکلی اساسی تغییر می‌کند. سفر پیدایش با مرگ یوسف پایان میافت، سفر خروج با فهرست پسران یعقوب که به مصر رفتند آغاز می‌شود. این فهرست با سفر پیدایش باب ۴۶ آیه‌های ۸ تا ۲۷ در ارتباط است. قاعده عمومی در سفر خروج، توجه به ویژگی‌های موسی از جنبه رهبری کردن است.
عنصر توصیف ساختن و نابود کردن گوساله طلایی را می‌توان در متن‌های اوگاریتی یافت. روایت کتاب مقدس در باب ۳۲ آیه ۴، با آیه ۲۴ در همان باب سازگار نیست.

## گوسالهٔ طلایی
موسی جهت دیدار با یهوه و دریافت الواح تورات به کوه سینا می‌رود. بازگشت او به طول می‌انجامد. هارون گوساله‌ای برای آنها از طلا می‌سازد و برای گوساله، مذبحی آماده می‌کند. یهوه بعد از خبردار شدن، به شدت خشمگین شده و به موسی می‌گوید: «می‌دانم این قوم چقدر سرکشند. بگذار آتش خشم خود را بر ایشان شعله‌ور ساخته، همه را هلاک کنم» (خروج، ۳۲، آیات ۱۰–۹). موسی واسطه شده و خشم خدا را می‌خواباند. به نزد قوم بازگشته و گوساله طلایی را در آتش انداخته و ذوب می‌کند. سپس به قوم گفت: خداوند، خدای بنی اسرائیل می‌فرماید: «شمشیر به کمر ببندید و از این سوی اردوگاه تا آن سوی اش بروید و برادر و دوست و همسایه خود را بکشید.» لاوی‌ها اطاعت کردند و در آن روز در حدود سه هزار نفر از قوم اسرائیل کشته شدند (خروج، ۳۲، آیات ۲۸–۲۷). روز بعد موسی به نزد خدا رفته و خواستار بخشش اسرائیل می‌شود. خدا به او می‌گوید: «هرکس نسبت به من گناه کرده، اسم او را محو خواهم کرد…من به موقع قوم را به خاطر این گناه مجازات خواهم کرد». خداوند به خاطر پرستش بتی که هارون ساخته بود، بلای هولناکی بر بنی اسرائیل نازل کرد. (خروج، ۳۲، آیات ۳۵–۳۳).
در کنعان، ال، خدای بزرگ آن‌ها، «گاو نر» نامیده می‌شد و بعل، یک خدای کنعانی دیگر، نیز بر گاوی سوار بود. در نتیجه، گاو تخت بعل بود. اینجا نیز احتمالاً گوساله قرار بود تخت یهوه باشد.